# 江焯勳
江焯勳（英語：Joseph Kong Churk-fan，1944年4月7日—），房屋署前助理署長，是一位建築師，於1976年加入房屋署，由於他在1970-80年代參與設計沙田區絕大部份的公共屋邨，故此亦有「沙皇」的稱號（意指沙田興建公屋之皇）。其胞弟是香港公益金副主席江焯開。

## 晉升歷程
他在加入房屋署後擔任建築師，隨後更晉升為高級建築師，由於他入職之時，適值政府發展沙田新市鎮之時，結果他獲房屋署調派到沙田區，由於他所設計的公共屋邨大受好評，令他有「沙皇」的美譽。

### 「沙皇」經歷

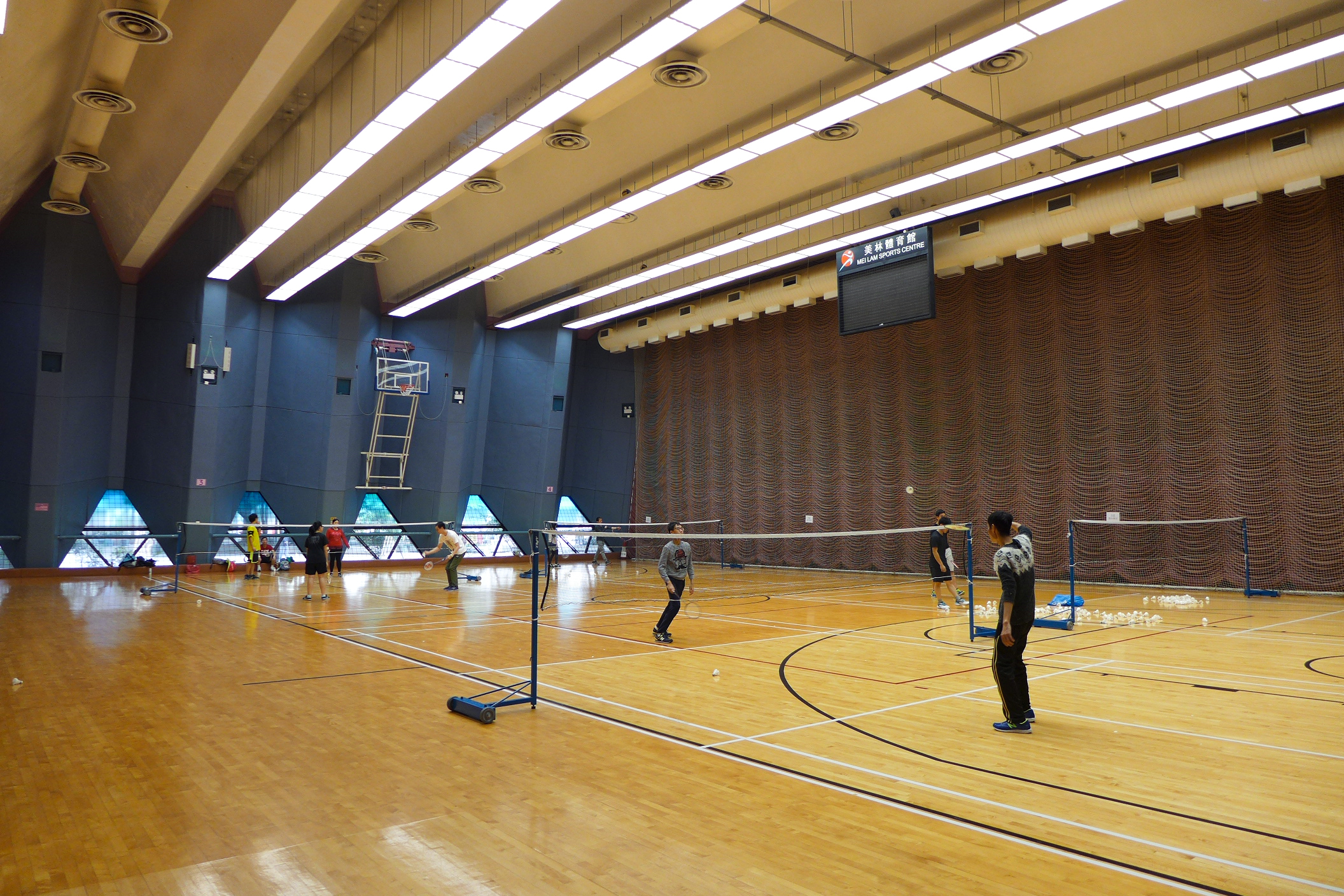
美林體育館的風琴式牆身

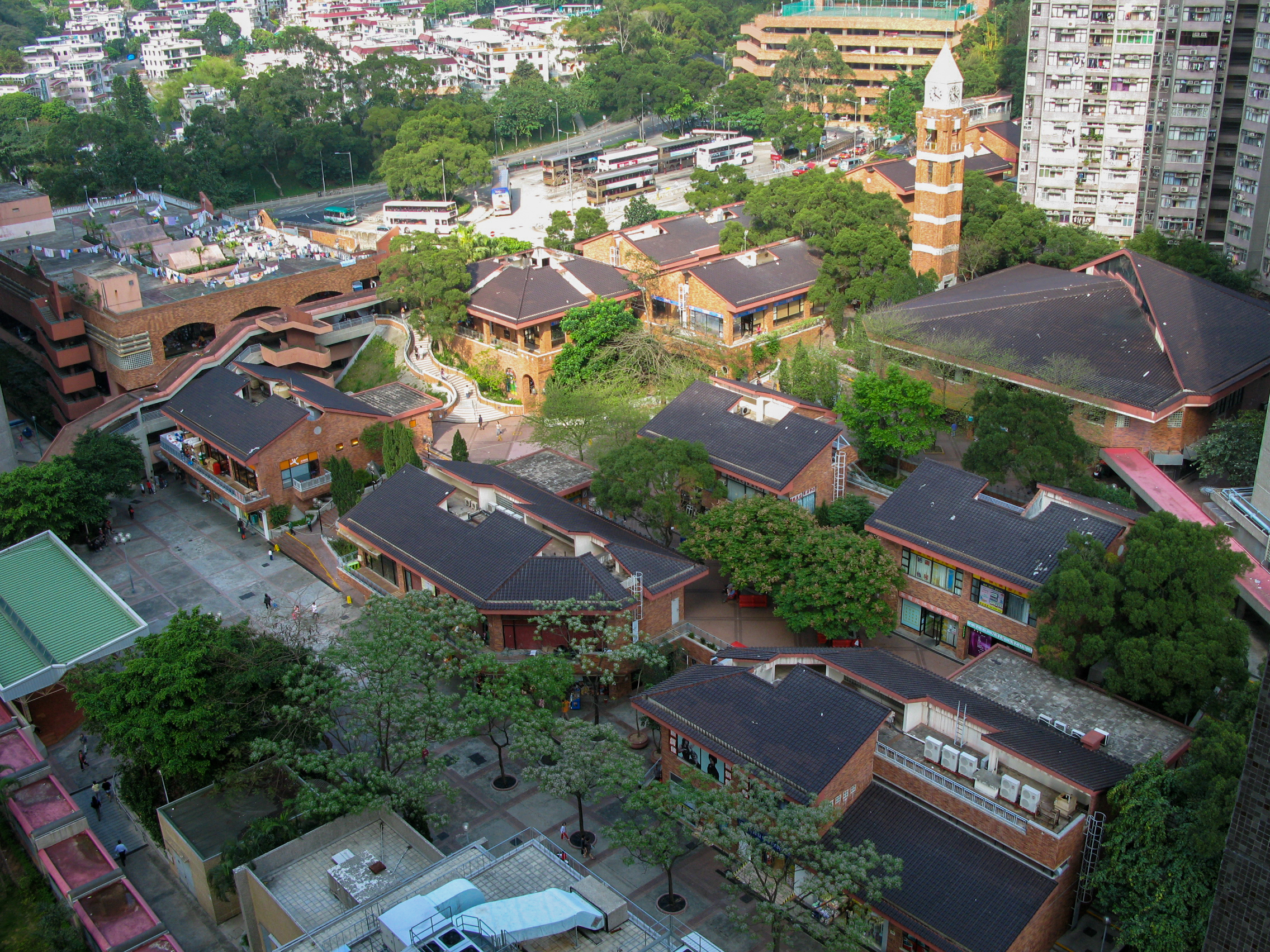
廣源邨商場設計成小村落，獲得1992年香港建築師學會年獎優異獎

歷年來，他在沙田區總共參與了11個公共屋邨的設計工作，當中包括禾輋、沙角、新翠、隆亨、美林、廣源等，他表示沙田區的公共屋邨都各有小特色，建築師在每一條屋邨也會花一點獨特心思，隱含了不少設計特點。
禾輋邨是江氏參與設計的第一個屋邨，其特色是各座大廈都有長長的行人天橋連接，是公屋首次引入人車分路的概念，讓居民走在天橋和平台上。而江氏熱愛運動，故此他考慮到運動迷的心理，在設計美林邨的室內運動設施時，他利用了風琴式牆身，此舉減少空間壓迫感，又可以引入天然光。
1980年代初期，是江氏感到挑戰性最高的時期，因為當時是香港經濟高速增長之時，政府需要大量資金以興建房屋，故此港府須向亞洲發展銀行借貸。在沙田區，禾輋、沙角、新翠、隆亨等屋邨是動用該筆貸款所興建，因此在開展工程前須進行全球公開招标，過程甚為繁複，且帳目以美元計算，匯率浮動令項目管理更具挑戰性，興建過程，更叫他難忘。
廣源邨是令江氏最自豪的公共屋邨，廣源邨位於小瀝源，臨近山邊，由於屋邨入口至住宅大廈的高度相差10層樓(約30米)，為免居民感到吃力，於是他便把屋邨商場設計成小村落。並建有五幢內有店舖的斜頂小屋，居民可以在回家之時順道購物，這樣的安排，可以引開居民對於上下斜坡的注意力，令居民不知不覺便走完10層樓的高度。而位於商場中央的鐘樓，更成為了廣源邨地標。因為這個鐘樓可以拉近居民的視覺距離，令住宅大廈不致太突兀；而因為即使在沙田第一城以及畫舫也可以看見廣源邨的鐘樓，令住戶有歸屬感。
上述設計，令廣源邨獲得1992年香港建築師學會年獎優異獎，他形容這件「作品」完成後的效果與當初所構想的很相近，住戶和鄰近的居民都喜歡這優美的環境。

### 新的挑戰
於廣源邨完成之後，他獲晉升為總建築師，在擔任總建築師期間，須在市區屋邨騰空21個地盤以興建樓宇。由於該類樓宇設計和建築期都要比一般發展項目短，他和下屬須四出向區議會及居民游說，並要透過傳媒向公眾解說。他表示，接手這些項目是感到戰戰兢兢，務求做到最好。對於任務能夠順利完成，他謙稱功勞全歸下屬，自己只是在大後方統籌而已。
1996年，他獲擢升為助理署長，兩年後更署任業務總監(發展)一職。
踏入21世紀，江焯勳獲派往項目管理組，專責統籌新發展項目，該組直接向特區政府負責，其作用是負責調配人手；重新檢討建築流程；並與其他部門協調，務使各項工程能順利完成。
最後，他在房屋署服務了28年，他於2005年7月6日退休。

## 天頌苑短樁[2]
1995年江焯勳在任職總建築師時負責協調及領導位於元朗區的天水圍第31區第一期工程的設計。天水圍第31區第一期發展計劃於1993年6月納入香港房屋委員會的公營房屋發展計劃。該工程項目旨在於1999年6月前建成6座樓高41層、合共提供1920個住宅單位的康和式大廈、一間小學及一間中學。第一期的住宅發展計劃其後命名為天頌苑，天頌苑一期所採用的設計是康和一型第一款，由於採用標準設計的大廈建造工程，其設計無須經正式批准，因為建築及結構方面的要求早有規定，同時亦有荷載規格表可資參照。天頌苑的打樁工程於1996年9月12日動工，並依期於1997年7月6日完成。但是，在1999年8月該工程項目的顧問建築師報稱第1座附翼和附翼（相連的頌浩及頌波閣）出現地基不平均沉降情況。房委會委聘了黃志明建築工程師有限公司就地基結構鞏固度及地基沉降對天水圍第31區第一、二及三期上蓋建築的影響進行獨立調查。
2000年1月，黃志明建築工程師有限公司應房委會委任的天水圍天頌苑一案之責任調查小組的要求，就該工程項目的註冊結構工程師報告所載已打樁柱紀錄進行桌面研究。研究所得的結論為：第1座（頌浩及頌波閣）60.3%的樁柱的實際長度，較從已打樁柱紀錄所示的樁柱切面水平及樁腳水平計算所得的樁柱長度為短。由2000年11月至2001年11月工程人員對第1座及第2座的30支樁柱進行鑽探，以確定其基底深度，並對80支樁柱進行挖掘，使樁柱上半部分及與樁帽接合處外露。鑽探工程結果顯示28支樁柱的長度較已打樁柱紀錄所載數字為短。在所挖掘的80支樁柱中，工程人員發現78支樁柱與其樁帽的接合情況令人滿意，兩支樁柱外露部分則出現一些缺陷。他們對該兩支樁柱進行鑽探，深度達至基底，發現其長度較已打樁柱紀錄所載數字為短。總括而言，調查發現共有30支樁柱的長度短於所記錄的長度。

## 外部連結
1. ↑  香港電台.  (錄像片段). 2021-04-01（鏗鏘集部份為1988年）  [2021-05-11]. （原始内容存档于2021-12-09） （粵語）.
2. ↑   (PDF). 立法會公營房屋建築問題專責委員會. 2004-05  [2022-07-18]. （原始内容存档 (PDF)于2019-11-04）.

- 江焯勳望業界大改革 寄語同事遠看闊望 （页面存档备份，存于）
- 立法會公營房屋建築問題專責委員會第二十二次研訊紀錄（PDF版本） （页面存档备份，存于）